# VM i fodbold 2010 - Gruppe F
Denne artikel beskriver resultaterne i gruppe F i VM i fodbold 2010. Kampene i gruppe F blev spillet mellem 14. og 24. juni 2010. Gruppen bestod af de regerende verdensmestre fra Italien samt Paraguay, New Zealand og Slovakiet. Forrige gang Italien mødte Paraguay var i 1950. Kampen endte 1-0 i Italiens favør, men ingen af holdene kvalificerede sig til næste runde.
På FIFA-ranglisten ved slutrundens begyndelse var Italien rangeret på 4. pladsen, Paraguay på 29. pladsen, Slovakiet på 31. pladsen og New Zealand på 80. pladsen. Gruppens gennemsnitlige placering var den laveste i hele turneringen, kun en 36. plads. Hvis man ser bort fra det lavest rangerede hold New Zealand var gennemsnittet 21,3. pladsen, men også denne placering var lavest blandt VM-grupperne. Denne gruppe blev anset for at være den svageste af samtlige grupper, da tre af holdene var blandt de ti lavest rangerede hold i turneringen.
Vinderen af denne gruppe blev Paraguay, der gik videre til et møde med nummer to i gruppe E, som blev Japan. Andenpladsen i denne gruppe gik til Slovakiet, der i næste runde skulle møde vinderen af gruppe E, som var Holland. Højst overraskende endte verdensmestrene fra Italien sidst i puljen.

## Slutstilling
Tabelforklaring:
- K = Antal kampe spillet
- V = Antal sejre
- U = Antal uafgjorte
- T = Antal tab
- + / − = Antal mål scoret og sluppet ind
- MF = Målforskel

Holdene på første- og andenpladsen (mærket med grøn) kvalificerede sig til slutspillet.
| Hold        | Point | K | V | U | T | + | – | MF |
| ----------- | ----- | - | - | - | - | - | - | -- |
| Paraguay    | 5     | 3 | 1 | 2 | 0 | 3 | 1 | +2 |
| Slovakiet   | 4     | 3 | 1 | 1 | 1 | 4 | 5 | -1 |
| New Zealand | 3     | 3 | 0 | 3 | 0 | 2 | 2 | 0  |
| Italien     | 2     | 3 | 0 | 2 | 1 | 4 | 5 | -1 |

Alle tider i de følgende afsnit er lokale (UTC+2)

## Italien – Paraguay
14. juni 2010 – 20:30

Cape Town Stadium, Cape Town
Tilskuere:  62.869
| Italien              | 1–1                                                       | Paraguay            |
| Daniele De Rossi 63' | (0–1) Rapport Arkiveret 17. juni 2010 hos Wayback Machine | Antolín Alcaraz 39' |
|                      |                                                           |                     |

- Dommer: Benito Archundia (Mexico)
- Assistentdommere: Hector Vergara (Canada) og Marvin Torrentera (Mexico)
- 4. dommer: Joel Aguilar (El Salvador)
- 5. dommer: Juan Zumba (El Salvador)

## New Zealand – Slovakiet
15. juni 2010 – 13:30

Royal Bafokeng Stadium, Rustenburg
Tilskuere:  23.871
| New Zealand        | 1–1                                                       | Slovakiet         |
| Winston Reid 90+3' | (0–0) Rapport Arkiveret 18. juni 2010 hos Wayback Machine | Róbert Vittek 50' |
|                    |                                                           |                   |

- Dommer: Jerome Damon (Sydafrika)
- Assistentdommere: Celestin Ntagungira (Rwanda) og Enock Molefe (Sydafrika)
- 4. dommer: Ravshan Irmatov (Usbekistan)
- 5. dommer: Rafael Ilyasov (Usbekistan)

## Slovakiet – Paraguay
20. juni 2010 – 13:30

Free State Stadium, Bloemfontein
Tilskuere:  26.643
| Slovakiet | 0–2                                                       | Paraguay                                |
|           | (0–1) Rapport Arkiveret 23. juni 2010 hos Wayback Machine | Enrique Vera 27' · Cristian Riveros 86' |
|           |                                                           |                                         |

- Dommer: Eddy Maillet (Seychellerne)
- Assistentdommere: Evarist Menkouande (Cameroun) og Bechir Hassani (Tunesien)
- 4. dommer: Joel Aguilar (El Salvador)
- 5. dommer: Juan Zumba (El Salvador)

## Italien – New Zealand
20. juni 2010 – 16:00

Mbombela Stadium, Nelspruit
Tilskuere:  38.229
| Italien                      | 1–1                                                       | New Zealand     |
| Vincenzo Iaquinta 29' (str.) | (1–1) Rapport Arkiveret 23. juni 2010 hos Wayback Machine | Shane Smeltz 7' |
|                              |                                                           |                 |

- Dommer: Carlos Batres (Guatemala)
- Assistentdommere: Leonel Leal (Costa Rica) og Carlos Pastrana (Honduras)
- 4. dommer: Koman Coulibaly (Mali)
- 5. dommer: Redouane Achik (Marokko)

## Slovakiet – Italien
24. juni 2010 – 16:00

Coca-Cola Park, Johannesburg
Tilskuere:  53.412
| Slovakiet                                 | 3–2                                                       | Italien                                          |
| Róbert Vittek 25' 73' · Kamil Kopúnek 89' | (1–0) Rapport Arkiveret 27. juni 2010 hos Wayback Machine | Antonio Di Natale 81' · Fabio Quagliarella 90+2' |
|                                           |                                                           |                                                  |

- Dommer: Howard Webb (England)
- Assistentdommere: Darren Cann og Michael Mullarkey (England)
- 4. dommer: Stéphane Lannoy (Frankrig)
- 5. dommer: Eric Dansault (Frankrig)

## Paraguay – New Zealand
24. juni 2010 – 16:00

Peter Mokaba Stadium, Polokwane
Tilskuere:   34.850
| Paraguay | 0–0                                                       | New Zealand |
|          | (0–0) Rapport Arkiveret 27. juni 2010 hos Wayback Machine |             |
|          |                                                           |             |

- Dommer: Yuichi Nishimura (Japan)
- Assistentdommere: Toru Sagara (Japan) og Jeong Hae-Sang (Sydkorea)
- 4. dommer: Koman Coulibaly (Mali)
- 5. dommer: Inacio Manuel Candido (Angola)